# Jalen Chatfield
Jalen Chatfield (né le 15 mai 1996 à Ypsilanti dans l'État du Michigan aux États-Unis) est un joueur professionnel américain de hockey sur glace. Il évolue au poste de défenseur. 

## Biographie
Il commence sa carrière junior en 2014 avec les Spitfires de Windsor dans la Ligue de hockey de l'Ontario. Les Spitfires remportent la Coupe Memorial 2017. Il passe professionnel en 2017 avec les Comets d'Utica dans la Ligue américaine de hockey. 
Le 20 janvier 2021, il joue son premier match dans la Ligue nationale de hockey avec les Canucks de Vancouver face aux Canadiens de Montréal. Le 18 avril 2021, il enregistre son premier point, une assistance face aux Maple Leafs de Toronto. 
Le 29 juillet 2021, il signe un contrat avec les Hurricanes de la Caroline. Chatfield décroche la Coupe Calder 2022 avec les Wolves de Chicago, club-école des Hurricanes dans la Ligue américaine.
Il marque son premier but dans la LNH le 22 décembre 2022 avec les Hurricanes chez les Penguins de Pittsburgh.

## Statistiques
| Saison     | Équipe                    | Ligue      |     | Saison régulière | Saison régulière | Saison régulière | Saison régulière | Saison régulière |   | Séries éliminatoires | Séries éliminatoires | Séries éliminatoires | Séries éliminatoires | Séries éliminatoires |
| Saison     | Équipe                    | Ligue      | PJ  | B                | A                | Pts              | Pun              | PJ               | B | A                    | Pts                  | Pun                  |                      |                      |
| 2014-2015  | Spitfires de Windsor      | LHO        | 60  | 1                | 20               | 21               | 35               | -                | - | -                    | -                    | -                    |                      |                      |
| 2015-2016  | Spitfires de Windsor      | LHO        | 68  | 10               | 27               | 37               | 45               | 5                | 2 | 0                    | 2                    | 0                    |                      |                      |
| 2016-2017  | Spitfires de Windsor      | LHO        | 61  | 8                | 20               | 28               | 56               | 7                | 0 | 2                    | 2                    | 4                    |                      |                      |
| 2017-2018  | Comets d'Utica            | LAH        | 60  | 2                | 5                | 7                | 26               | 5                | 0 | 1                    | 1                    | 2                    |                      |                      |
| 2018-2019  | Comets d'Utica            | LAH        | 34  | 0                | 6                | 6                | 15               | -                | - | -                    | -                    | -                    |                      |                      |
| 2019-2020  | Comets d'Utica            | LAH        | 48  | 0                | 4                | 4                | 16               | -                | - | -                    | -                    | -                    |                      |                      |
| 2020-2021  | Canucks de Vancouver      | LNH        | 18  | 0                | 1                | 1                | 12               | -                | - | -                    | -                    | -                    |                      |                      |
| 2021-2022  | Hurricanes de la Caroline | LNH        | 16  | 0                | 3                | 3                | 8                | -                | - | -                    | -                    | -                    |                      |                      |
| 2021-2022  | Wolves de Chicago         | LAH        | 44  | 6                | 12               | 18               | 33               | 18               | 2 | 6                    | 8                    | 16                   |                      |                      |
| 2022-2023  | Hurricanes de la Caroline | LNH        | 78  | 6                | 8                | 14               | 35               | 15               | 1 | 3                    | 4                    | 14                   |                      |                      |
| 2023-2024  | Hurricanes de la Caroline | LNH        | 72  | 8                | 14               | 22               | 24               | 11               | 0 | 2                    | 2                    | 12                   |                      |                      |
| Totaux LNH | Totaux LNH                | Totaux LNH | 184 | 14               | 26               | 40               | 79               | 26               | 1 | 5                    | 6                    | 26                   |                      |                      |